# 맥리움 리플렉트
맥리움 리플렉트(Macrium Reflect)는 2006년에 파라마운트 소프트웨어(Paramount Software UK Ltd)가 개발한 마이크로소프트 윈도우용 백업 및 디스크 이미지 소프트웨어 프로그램이다.
적시 데이터 복구를 보증하기 위해 마이크로소프트 섀도 복사본을 사용하여 디스크 이미지와 파일 백업 아카이브를 만든다. 맥리움 리플렉트는 전체 파티션이나 개개의 파일 및 폴더를 하나의 압축된 마운트 가능한 압축 파일로 백업할 수 있으며 재해 복구를 위해 동일한 하드 디스크의 파티션의 이미지를 복원하거나 데이터 이관을 위해 새로운 하드 디스크로 복원하는데 사용할 수 있다.
수많은 긍정적 평가를 받았으며, 복제 및 백업 강좌를 위한 예제 프로그램으로 종종 권고되어 사용된다.

## 개요
맥리움 리플렉트는 완전한 증분, 차분 백업 이미지를 만들거나 개개의 파일과 폴더를 선별하여 백업할 수 있다. 데이터는 LZ 기반 압축과 AES 암호화 알고리즘을 사용하여 실시간으로 압축하고 암호화한다. 이미지는 윈도우 탐색기의 드라이브 문자로 마운트할 수 있으며 커스텀 맥리움 리플렉트 복구 CD를 사용하여 복원할 수 있다. 시스템을 부분적으로 또는 완전히 소실할 경우에 이 이미지를 사용하여 디스크 전체, 하나 이상의 파티션, 또는 개개의 파일 및 폴더를 복원할 수 있다.